# Marina Zorman
Marina Zorman, slovenska jezikoslovka in pedagoginja, * 12. avgust 1959, Ljubljana.
Predava na Oddelku za primerjalno in splošno jezikoslovje Filozofske fakultete Univerze v Ljubljani.